# اندری هرینچنکو
اندری هرینچنکو (اوکراینی: Андрій Гринченко؛ زادهٔ ۲۳ ژانویهٔ ۱۹۸۶) بازیکن فوتبال اهل اوکراین است.
از باشگاه‌هایی که در آن بازی کرده‌است می‌توان به باشگاه فوتبال اوورلا اوژهورود و باشگاه فوتبال زوریا لوهانسک اشاره کرد.